# Kim Myong-won
Kim Myong-won (* 15. Juli 1983 in Pjöngjang) ist ein ehemaliger nordkoreanischer Fußballspieler.

## Karriere
Kim trat auf Vereinsebene lange als Spieler der Sportgruppe Amrokgang in Erscheinung, des Klubs des Ministeriums für Staatssicherheit. Im Juli 2011 wechselte er zum mongolischen Fußballklub FC Ulaanbaatar, wo er bis 2012 blieb.
Bereits 2003 gehörte der Offensivakteur zum nordkoreanischen Nationalkader und kam in dieser Zeit zu Einsätzen während der Asienmeisterschaftsqualifikation und beim Finaleinzug im King’s Cup. 2008 gehörte er zum Aufgebot in der Finalrunde der Ostasienmeisterschaft, als Nordkorea den vierten und letzten Rang belegte. In der Qualifikation für die Ostasienmeisterschaft 2010 scheiterte er mit Nordkorea überraschend an Hongkong.
Während der erfolgreichen Qualifikation für die Weltmeisterschaft 2010 kam Kim als Einwechselspieler zu drei Kurzeinsätzen. Für die WM-Endrunde wurde Kim überraschend als Torhüter nominiert und belegte damit nominell einen der drei von der FIFA vorgeschriebenen Torhüterplätze im 23-köpfigen Aufgebot. Allerdings durfte er dabei nicht als Feldspieler eingesetzt werden, da gemäß den FIFA-Richtlinien als Torhüter nominierte Spieler nur im Tor eingesetzt werden dürfen. Während des WM-Turniers stand Ri Myong-guk in allen drei Partien im Tor, sodass Kim ohne Turniereinsatz blieb.